# Suliwuj
Suliwuj – staropolskie imię męskie, złożone z dwóch członów: Suli- ("obiecywać" albo "lepszy, możniejszy") i -wuj ("wuj").
Suliwuj imieniny obchodzi 12 grudnia.